# Baigneur s'apprêtant à plonger
Baigneur s'apprêtant à plonger, ou Baigneurs, bord de l'Yerres, est un tableau de Gustave Caillebotte réalisé en 1878. Il est conservé dans une collection privée.

## Description
Cette grande toile de 157 × 117 cm représente un baigneur de dos en costume de bain bleu foncé liseré de rouge s'apprêtant à plonger dans l'Yerres, près de la propriété familiale, en été. Un autre baigneur sortant de l'eau le regarde, ainsi qu'un autre dans l'eau. Au fond, un canotier de dos s'approche en périssoire en ramant. Gustave Caillebotte avait l'habitude de passer ses étés à Yerres en famille à une vingtaine de kilomètres au sud de Paris et c'est le sujet de plusieurs tableaux, dont, cet été 1878, le fameux Les Orangers, conservé au musée des beaux-arts de Houston, ou le Pêcheur au bord de l'Yerres (musée des beaux-arts de Rennes). Elles sont avec le Baigneur et une vingtaine d'autres œuvres de Caillebotte, présentées à la quatrième exposition impressionniste du 10 avril au 10 mai 1879. D'autres versions du Baigneur s'apprêtant à plonger se trouvent dans des collections particulières. 
Il s'agit pour l'artiste (qui fête ses 30 ans le 19 août) du dernier été heureux à Yerres car sa mère meurt à Paris le 20 octobre 1878 et la propriété est vendue le 17 juin 1879.

## Autres versions

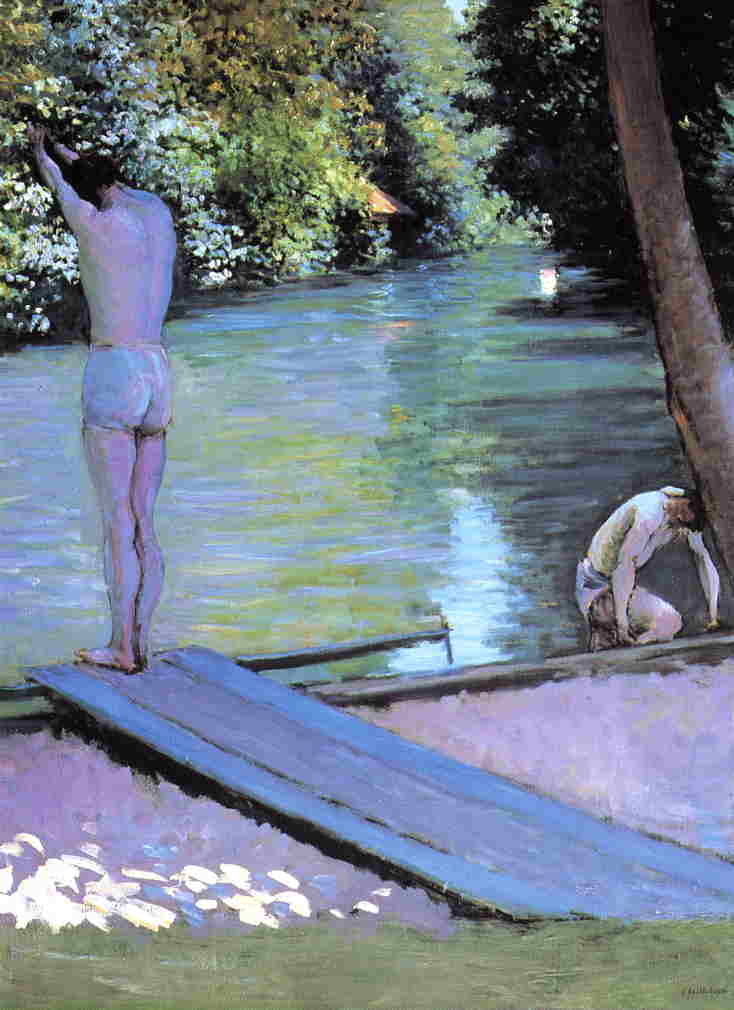
Musée des beaux-arts d'Agen
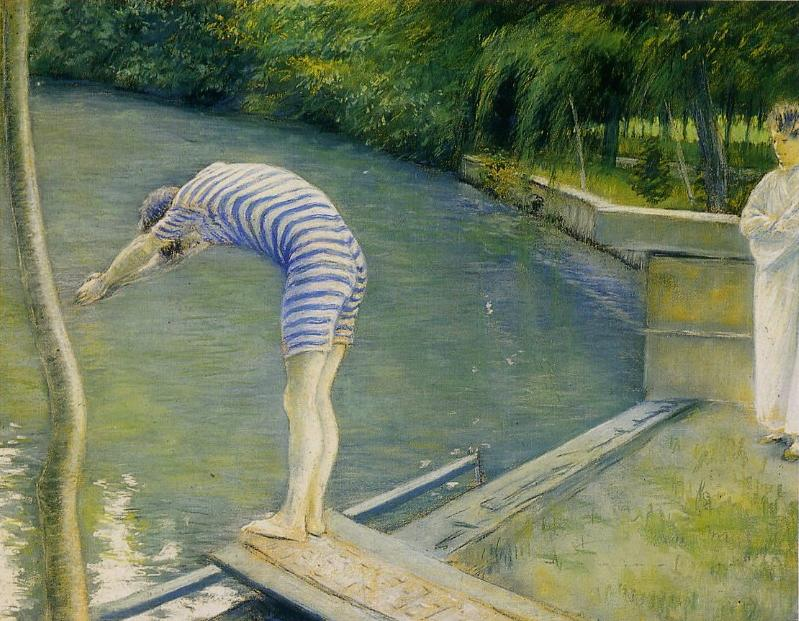
Musée d'Orsay